# Festival Internacional Altavoz
Festival Internacional Altavoz es un festival de rock que se lleva a cabo en la ciudad de Medellín (Colombia), desde el año 2004. 
El festival nació de la idea de crear un espacio para los jóvenes y los músicos de la ciudad expusieran su música, ya que en ocasiones anteriores se hicieron festivales de música que no duraron mucho tiempo; como lo fue el  Festival de Ancón (1971 y 2004) y Rock a Lo Paisa (2000). El festival se ha realizado en tres lugares hasta el momento (Plaza de Toros La Macarena, Cancha Auxiliar del Estadio Cincuentenario y Aeroparque Juan Pablo II). Durante su primera versión se ingresaba con un juguete para los niños damnificados del invierno, y en su segunda versión la entrada era con un útil escolar, después ya la entrada era totalmente gratuita. El festival ha sido un gran eje de apoyo para los nuevos artistas de la ciudad, para que expongan su trabajo ante un gran público y con las buenas condiciones de sonido.

## Ediciones
(Diciembre 11, 2004)
La primera versión se realizó en la Plaza de Toros La Macarena, la entrada era llevar un juguete para los niños damnificados por el invierno que afrontó ese año la ciudad.
Para esta primera versión del festival todas las bandas fueron invitadas. Las bandas nacionales fueron: Aterciopelados, Superlitio, Tenebrarum, I.R.A., G-98, Nepentes, Nadie, Coffee Makers, Frankie Ha Muerto y OtraBanda. La internacional fue: Kinky (México).
(Noviembre 26 y 27, 2005)
Se empezó a realizar el festival en la Cancha Auxiliar Del Estadio Cincuentenario, para esta versión la entrada ya constaba con llevar un útil escolar para los niños de escasos recursos. Cabe destacar que para esta versión se empezaron a hacer los conciertos convocatoria para seleccionar las bandas locales que participarían en le evento final. 
Las bandas nacionales fueron: Viajero, Lilith, Burkina, Popcorn, G-98, Jontre, Guillen, Doctor Krápula, Tres de Corazón, Superlitio, Providencia, Athanator, Aphangak, Tenebrarum, Habako Nepentes, Posguerra, Koyi K Utho, Kraken, Nueve Once, Nadie y Rey Gordiflón. Las internacionales fueron: Cultura Profética (Puerto Rico) y Bersuit Vergarabat (Argentina).
(Noviembre 4, 5 y 6 de 2006)
Para esta versión se empieza a realizar en tres días, donde se sumaba el reggae y rap. Las Bandas nacionales fueron: JAHNDU, METRICO, CUPULA ORGANIZACIÒN, I.M.D, DJ Z CRUEL, ANIMACION VERBAL, FISCAL, ZONATA CREW, CREW PELIGROSOS, X MEN, DJ LUIGI, Laberinto ELC, Tribu Omerta, La Etnnia,  Radiosónica, Rasbarule, Nawal, De bruces a mí, Alerta Kamarada, Burkina, La Severa Matacera, Los Sorners, Nadie, I.R.A., last Dawn, Daycore, TOxic, Perpetual, Grito, Zona cero, Nepentes, Odio a Botero, Tenebrarum, Athanator, Neurosis y Masacre. Las internacionales fueron: Tres Coronas (U.S.A.) Total Caos (U.S.A.) y  Resorte (México).
Una anécdota es que al presentarse en el cartel la banda bogotana Odio a Botero, hubo protestas para que se retirará la banda del cartel (ya que el nombre es una burla al pintor y escultor Fernando Botero; oriundo de Medellín), pero después se reconsideraría esta decisión y la banda terminó presentándose en el festival
Observación: la banda internacional tres coronas no se presentó, el concierto de rap fue cerrado por la etnnia.
(Octubre 13, 14 y 15 de 2007)
Bandas nacionales: Cafeína, Laberinto ELC, Tribu Omerta, De bruces a mí, Señores Usuarios, Providencia, 8 Voodoo Soul Jalh´s, Macabro, Posguerra, Grito, Vitam et Mortem, Gaias Pendulum, Reencarnación, Ingrand, Introspección, Koyi K Utho, Pop Corn, Los Sorners, Tres de Corazón, L.A. 69, Calle silvestre y Jontre. Las internacionales: Los Pericos (Argentina), Sepultura (Brasil) y Jaguares (México).
(Octubre 11, 12 y 13 de 2008)
Artistas nacionales: MC Mago Real, C.E.A., Kafeína, M.A.M.I, Trópico Esmeralda, Goes, Mechanical, Pathocrator, Nepentes, Calibre 38, Jhonnie All Stars, I.R.A., La Furruska, Barba Santa, Burkina, Gordos Project, Artefacto, Entre 3, Athanator, No Raza, Thy Antichrist, Doctor Krápula, Vietato,  Huevo Atómico y The Black Cat Bone. Las internacionales: Violadores del Verso (España), Maldita Vecindad (México) y Carajo (Argentina).
(Octubre 10, 11 y 12 de 2009)

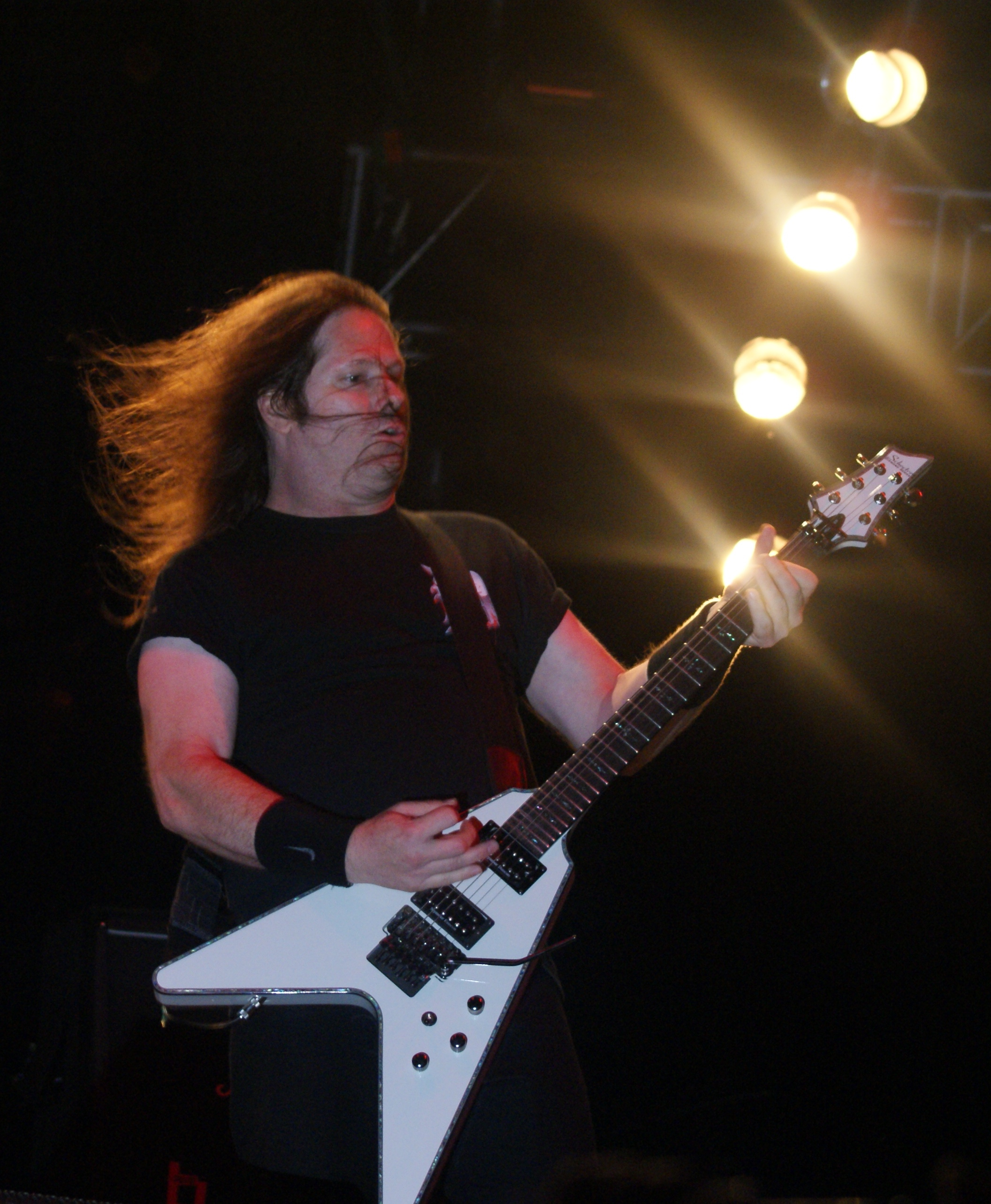
Gary Holt de la banda nortemaericana Exodus, en el año 2009.

Por el cartel ofrecido de ese año, fanes, prensa y críticos analizan esta versión del festival como el mejor cartel de la historia del festival.Las nacionales: Ron Daymon, Grito, Nadie, Fértil Miseria, Frankie Ha Muerto, Cromlech, Askariz, Tenebrarum, La Pestilencia, Masacre, Electrolíquido, L-Mental, G-98, Izaya 103, Duokie, Satélite, Laberinto ELC, Providencia, Dafne Marahuntha, De bruces a mí, Bomba Estéreo, Dínamo, Tom Sawyer, Protov, Goes, Demoizella, Mr. Bleat, Artefeacto, Tres de Corazón, Ciegossordomudos, Pornomotora y Mojiganga. Las internacionales: Exodus (U.S.A.), Kreator (Alemania), Sudakaya (Ecuador), Instituto Mexicano del Sonido (México) y Fobia (México).
Para este año se cubrió con un tapete la cancha, ya que en versiones anteriores los espectadores siempre se quejaban del lugar cuando llovía y se la arena de la cancha se convertía en un lodazal.
Otro gran aporte para esta versión es la mesa de trabajo en la cual se traen promotores de otras ciudades y países para ver los artistas locales con el fin de que tengan conciertos en muchas partes.
(Octubre 16, 17 y 18 de 2010)
Artistas nacionales: Pitbull, Monareta, El Sin Sentido, Bambarabanda, Akash, Nawal, Radio Rebelde, Systema Solar, Burkina, Tarmac, Santtos, Daycore, Gaias Pendulum, Angkorthom, Dead Jessika, Manigua 420, Mechanical, Los suxioz, Deserción, Nación Criminal, Matute, Lilith, Parlantes, Alcolirikoz, Kiño, Buitr3 Man, I.R.A., Reptil, Trópico Esmeralda, Dócil, Dj Demoe, Tenebrarum junto con la Orquesta Filarmónica de Medellín y Monareta. Las internacionales: Banda de Turistas (Argentina), Candy 66 (Venezuela), Mortero (Ecuador), Difonia (Perú), La Mala Senda (Chile), The Skatalites (Jamaica), Reincidentes (España), Dante Spinetta (Argentina) y Robi Draco Rosa (Puerto Rico).
(Octubre 15, 16 y 17 de 2011)
Artistas nacionales: Dezaptadoz, Juanita Dientes Verdes, Alfonso Espriella, Velandia y La Tigra, 1280 Almas, Diana Avella, Skampida, Superlitio, Morbid Macabre, L.A. 69, THE BOQUI TOQUIS, REYES VERDES, AL D-TAL, SUBTERRANEA, LA HOJARASCA, VERSUS, CUARTO NERVIO, DAVID MACHADO,
THE SILENCEAVIONES, K-Nuto, Servicio Público, Niquitown, The Positive Vibration, Tejemanejes, Las Plagas, Mary Hellen, Eternal, Vitam Et Mortem, Neus, El Imperio de los Sueños, Duanima, Estoyputo, Atrofia, Mr. Bleat, G.P., Los Mágicos y Z-Dey. Las internacionales: The Adicts (Reino Unido), Avulsed (España), Molotov (México), Bajofondo (Uruguay-Argentina), Plastilina Mosh (México) y Descomunal (Ecuador).
(Octubre 13, 14 y 15 de 2012)

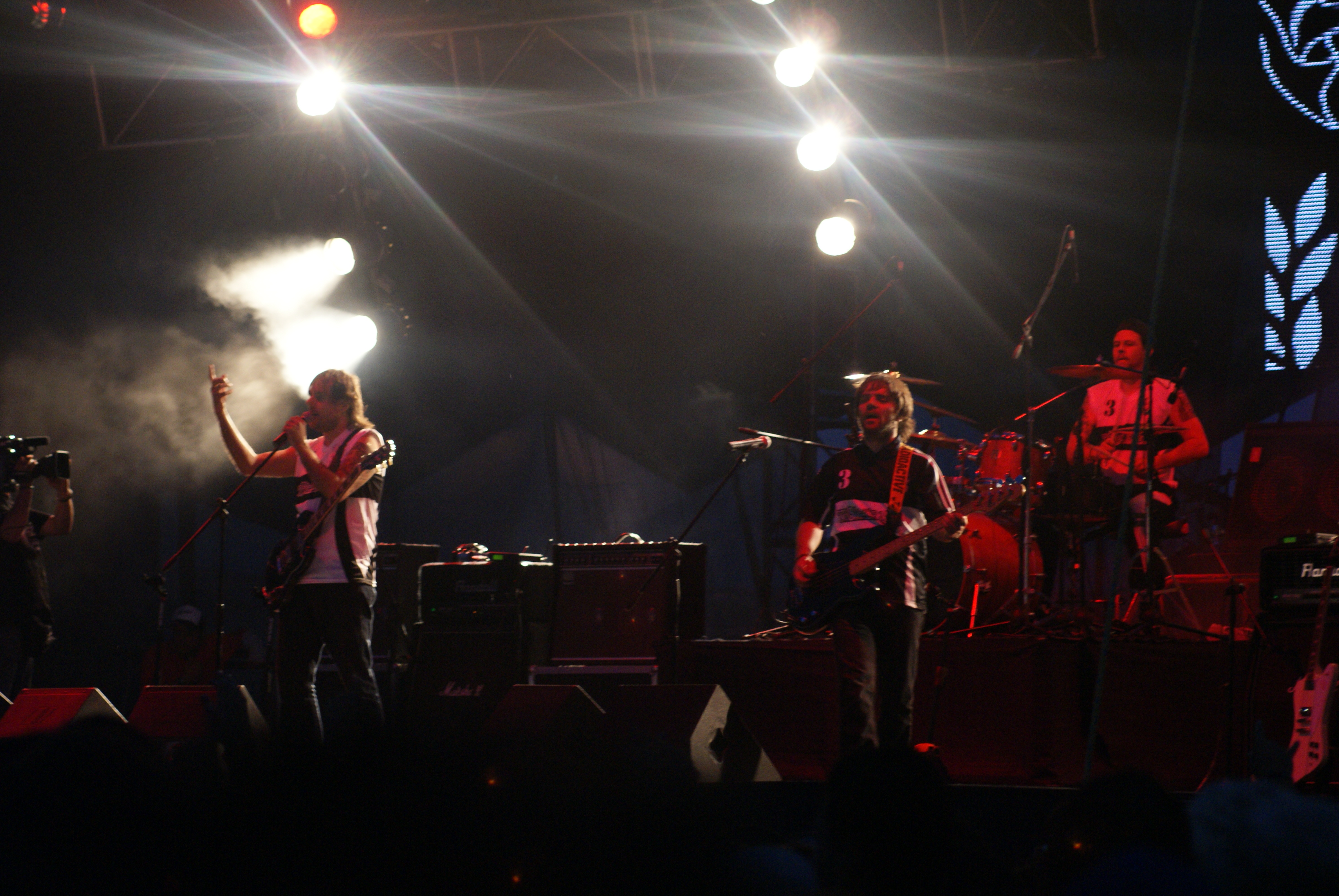
Tres de Corazón hasta el 2012, se ha presentado tres veces.

La novedad para ese año fue la integración de un segundo escenario para que se resaltaran más bandas de la ciudad de Medellín y otras partes de Colombia. Los artistas locales fueron: Dead Jessika, Tres de Corazón, La Cometa (colombianos en  el exterior), El Sagrado, La Tumbaga, Ras Johonnan y natural Selection, Viaje Sonoro, Krönös, No Raza, Posguerra, Theat, Aggersor, Daycore, Witchtrap, Death Kult, Adivarius, Gustavo Vaco, The Vissitors, Dosis, La Cuerda, Viaje Sonoro, Comandante Cobra, Panorama, Pop Corn, Nix, Los Restos, Fértil Miseria, Peste Mutantex, Ultrafonía, 1000 Cadáveres, Eztridentes, Fuerza de Voluntad, Chokke, Protov, The Prootoov Noise, Alex Armes, Miranda & La Soul Band, Calavera y la Popular Independiente, Tarmac, Natural Selection, MC K-No, La Fm Hip-Hop, Alcolirikoz, Shhorai, Mawaré, Mandragora Hip Hop, Unity Love y Vélez. Las internacionales: Behemoth (Polonia), Cuarteto de Nos (Uruguay), Descomunal (Ecuador), Vice Squad (Inglaterra) y Movimiento Original (Chile).
(Noviembre 2, 3 y 4 de 2013)
Artistas nacionales: Vía Cerrada, The Klaxon, Job Saas & The Heart Beat, Alkaman, La Toma, Militantex, Maria Juana no se ha Muerto, El dorado, Los Castellanos, Mad Red, Kontrapiso, Napezz, Sinagoga Crew, Afrosound, Asuntos Pedientes, Kelaia, Por Instinto, Septimecia, IV tiempos, R.D.T., Koyi K Utho, Shudra, Absolution Denied, Sacred Goat, Danger, Cromlech, Nación Criminal, Indomite, Hordethor, Laso-Aorta, Roots Of Power, Nightmare Season, Engaño Estatal, Tio Sam, Masacra, Trauma Encefálico, The Clocks, Another Sun, La doble a, Ekhymosis, Tenebrarum, Ron Daymon, Dosis, Ciudad Pasarela, Estados Alterados, Vélez, Roedor, The Other Planet, Boulevard, Index, Frankie Ha Muerto y La Chiva Gantiva (colombianos en el exterior). Los internacionales: Alborosie (Italia), Anita Tijoux (Francia), Notoken (Ecuador), Anvil (Canadá), Misfits (U.S.A.), Zeta Bosio (argentina) y Café Tacuba (México).
(Noviembre 1, 2 y 3 de 2014)
Hasta el momento es la última versión en la Cancha Auxiliar Cincuentenaria; ya que a finales de ese año se comenzaría la remodelación de esta instalación. Las bandas nacionales fueron: 30 Grados, 4 Cabezas, Adivarius, Afrosound, Blasfemia, Carnal Strength, Dmoe, Desastre Capital, DonKristobal & The Warriors, Esteban Gira, Expulsores, Fuertes Convicciones, Grandes Novatos, Greco Reptil, Hialina, Invaders Must Die, KDH, La Transversal, Le Muá, MC Mago Real, Motín, Nueve Once, Orgama, Rayken, Rogs, Ruido Selecto, Skardado, Sociedad FB7, Colombian Blues Society, Rosita y los Nefastos, Niquitown, Tan Tan Morgan, T-Lonius & Tynoko, Alcolyrikoz, Tributo al Metal Medallo, Carlos Reyes & la Killer Band, Esteman, Grito, Masacre, Nepentes, Parlantes y Puerto Candelaria. Las bandas internacionales: Das EFX (U.S.A.), Vetusta Morla (España), The Exploited (Reino Unido), Reel Big Fish (U.S.A.), Ojo de Buey (Costa Rica), Biohazard (U.S.A.) y Malevolent Creation (U.S.A.).
El festival siempre se caracterizaba de que durante todos los tres días del festival siempre llovía, pero para esta versión en ningún día hubo lluvias.
(octubre 31, Noviembre 1 y 2 de 2015)
Debido a las remodelaciones que se están haciendo en la Cancha Auxiliar del Estadio cincuentenario, el festival se llevaría a cabo en el Aeroparque Juan Pablo II. Las bandas nacionales fueron: Braile, Calibre 38, No Señal, Aorta, Colapso, Colombian blues Society, IV tiempos, Comandante Cobra, Los Petitfellas, Tucuprá, Coffeling Prole, Holocausto, Triple X, Medellín Hardcore, Inwaves, Jaibanakus, Futuro Simple, Golpe de Estado, Federico Goes, Ghetto Warriors, Mar Adentro, Memoria Insuficiente, Perros De Reserva, Pedrina y rio, La Fidel, La Mintik del Miedo, La Tifa, La Séptima, Last Black Revolver, Mc K-No, Merchan MCH, Narcopsychotic, Nix, Motin, Mula, Profanía, Raven, Rosita y los Nefastos, Signo Vital, Threat, Shapu Henzo y Sonicals. Las bandas internacionales: Gogol Bordello (U.S.A.), Asphyx (Países Bajos), Steel Pulse (Inglaterra), Van Fan culo (Ecuador), Miguel Botafogo (Argentina), El Último Ke Zierre (España), Da Culkin clan (Ecuador), Catfish (Francia) y SFDK (España).
(Noviembre 5, 6 y 7 de 2016)
Bandas nacionales: D.P.I. Antexedentez, Casi Nada, 1000 Cadáveres, Colombian Blues society, Pargo Rojo, German Jesus, Humo, XOL, Diamante Eléctrico, Burning Caravan, Señor Naranjo, Los Suziox, Squaters, Tributo a Rodrigo D. No Futuro, Risen, Vía Cerrada, Señor Montes, No Raza, Gavilla Changoreta, C 15, Alex Armes, Mitú, School MC, Aerophon, Afaz Natural, S.L.P.C., Radiocaliente, Donkristobal, La Sinfóniska, Estado de Coma, Daycore, IV tiempos, Sin and Grace, El Verdadero Guerrero, VC4, Cromlech, Faradon, Su Silencio Permanece, Antised, Instru-Mental, The Mirror y Blood May Rise. Las bandas internacionales: Miss Garrison (Chile), Motor (México), Los Espíritus (Argentina), Cápsula (Argentina), A.N.I.M.A.L. (Argentina), Onyx (U.S.A.), Nacao Zumbi (Brasil), New York Ska-Jazz Ensemble (U.S.A.), Ky-Mani Marley (Jamaica), Sworn Enemy (U.S.A.) Municipal Waste (U.S.A.) y Deicide (U.S.A.).
Debido a las malas condiciones climáticas del primer día, la presentaciones del primer día fue suspendidas durante una hora; lo que hizo que se acortara las presentaciones de algunas bandas.
(Noviembre 4, 5 y 6 de 2017)
Para el año 2017 el festival regresa al Estadio Cincuentenario, recinto clásico que acoge el festival. Las bandas nacionales fueron: Wanady, Memoria Insuficiente, Unidad 69, Ilapson Aborigen, God of Lies, Forxa, Death Kult, Etnocidio, Nación Criminal, T.H.C., KDH, Agresores, Por Instinto, entre Niebla y Miedo, 5 de Menos, Hialina, Almost Blue, Xplicitos, Medeck Line Music, APK, Adrián Música, Stoner Love, Nómada, Dead Country Brothers, Ruido Selecto Militantex, Negra, Knive, Yarumo, Austin Phobias, Acid Yesit, Electric Sasquatch, Vein, Revenge, Chrhan Enelmic, Kombilesa Mi, Carlos Elliot Jr., Dirges, Cero 39, Nadie, De bruces a mí, Ali A.K.A. Mind y Kraken. Los invitados internacionales fueron: Alexander Robotnick (Italia), Ava Rocha (Brasil), Descartes a Kant (México), Txarango (España), Los Viejos (México), Mujercitas Terror (Argentina), Nervosa (Brasil), Seidu (Chile), Strife (Estados Unidos), M.O.P. (Estados Unidos), Soziedad Alkoholika (España), The Selecter (Inglaterra), Satyricon (Noruega) y Todos Tus Muertos (Argentina).
(Noviembre 10, 11 y 12 de 2018)
Para el año 2018, el festival llegó a su 15° versión, siendo la versión con más asistencia ya que se contó con un estimado de 83.472 personas, otra novedad es que para esta vez por primera vez volvieron a traer a un artista internacional que anteriormente ya se había presentado (se trataba de The Adicts), suceso que impactó a los asistentes del festival ya que esto es raro que pase en el festival. Una novedad para este año fue la adición de lo que podría llamarse un tercer escenario de muy reducido espacio llamado "el ensayaderp", donde las bandas que no participarían en el festival podían agendar una hora determinada para tocar. Se contó con la presencia de los siguientes artistas locales y nacionales: Armee, Julio Victoria, Los Gemelos Siniestros, Goli, Odio, Polikarpa y sus Viciosas, Los Ferris, La Doble A, P-ne, Radio Calavera, Agresores, Sobredosis, Blues en Medellí, 4.º de Mente, General Bong, Control, Heloise, Athemesis, Casket Grinder, Witchtrap, Anacryptic, Hidravenosa, NIX, Released Mind, Distracción, Vientre, Dionisio, Lord Pert, Buena Vibra Music, Electric Mistakes, La Sonfoniska, La Volqueta Espacial, Doctor Krápula, Laberinto, Capitán Rocksteady  y La Tripulación, Tres Décadas de Hip-Hop en Medellín, Demoe, Daba y Smack, Shama Joo, Alkaman y Urabá Conexion. Los artistas internacionales fueron: Scan 7 (U.S.A.), Muntchako (Brasil), Papa Roach (U.S.A.), The Adicts (Inglaterra), Él Mató a un Policía Motorizado (Argentina), Inspector Cluzo (Francia), Puerquerama (México), Aborigen (Panamá), Six Feet Under (U.S.A.), Ángeles del Infierno (España), Judge (U.S.A.), Pressive (México), Akasha (Costa Rica), San Pascualito Rey (México), Hepcat (U.S.A.), Bad Manners (Inglaterra) y Mucho Muchaco (España).

(Noviembre 9, 10 y 12 de 2019)
Para este año el festival apostó con la consigna de generar conciencia en el impacto ambiental, por lo que durante la realización del festival no se entregaba la programación en papel (como se hacía en años anteriores) sino que a los asistentes les regalaban un vaso reutilizable el cual podían llenarlo de agua cuantas veces querían en un puesto que disponía de agua potable. Uno de los sucesos que más llamó este año fue que por primera vez se presentó una banda tributo (al grupo Pink Floyd) junto con la Orquesta Filarmónica de Medellín, aun así el cartel fue buen calificado por asistentes y prensa debido a los grandes actos de los artistas extranjeros. El cartel contó con los siguientes artistas nacionales: Bajotierra, Jam y San Clemente, Reencarnación, La Furruska, Asuntos Pendientes, Sonora (banda ensamble por mujeres de Medellín), Felisa, An Gartner, Momota, Dead Country Brothers, Providencia, Héloíse, Kck, Señor Monroe, Johnnie All Stars, Dante, School Mc, Braile, Estación Caribe, Aire Como Plomo, Margarita Siempre Viva, Risen, Mantra Cornuta, Homenaje al Reggae de Medellín, Feel No Way, Blasting Hatred, Feed Blak, No Señal, Control Hardcore, El Sagrado, You Are My Addiction, Dionisio, Poker, Manicomio Punk, Reacción En Cadena, Ra-La Culebra, Neblina, Arius, Denuncio, Infecto y Netanya. Mientras que los artistas internacionales fueron: Suicidal Tendencies (Estados Unidos), Ilegales (España), Inner Cicle (Jamaica), Nach (España), Carcass (Inglaterra), Belvedere (Canadá), Wisdom In Chains (Estados Unidos), Mike Huckaby (Estados Unidos), Out of Control Army (México), Neptuna (México), Encabronados (México), Club Calaca (Chile), Black Pantera (Brasil), Elis Paprika (México) y Trampa (Brasil).
(Diciembre 11, 12 y 13 de 2020)
A causa de la restricciones generadas por la Pandemia de COVID-19, para la versión del año 2020 se realizaron las presentaciones sin la presencia de público presencialmente, de manera que los conciertos de convocatoria y el evento final fueron exclusivamente presenciados por medios digitales; el proceso de Ciudad Altavoz se realizó en el Parque Norte y el Altavoz Internacional se realizó en el Teatro Ateneo Porfirio Barba Jacob, Teatro Pablo Tobón Uribe y Teatro Matacandelas.
Cabe resaltar que por primera vez en la historia del festival, no hubo artistas internacionales, las agrupaciones que se presentaron fueron: flor del fango, sons of hidden, comandante cobra, gua-ska, niquitown, backing rap, tamezz, mr more, nanpa básico, soul in pill, pacífico sur, buku bembé, la tifa, systema solar, highway, nuestro tiempo, no redención, golpe de Estado, grito, desastre capital, O.D.I.O., fértil miseria, goc, cráneo, sörceress, ascariz, gaias pendulum, tritubo al metal de Medellín por la Orquesta Filarmónica de Medellín, civil criminal, sonatina para ordenadores, bajo el árbol, lucille dupin, distrito especial, la banda del bisonte, ferales, 19-89, los vidriosos, phil rocker, velandia y la tigra, Rolling ruanas, los malkavian y aterciopelados.

(Diciembre 10, 11 y 12 de 2021)
Para este año ya estaba permitido por las autoridades locales los eventos culturales con público, pero siguiendo las reglamentaciones del uso del tapabocas y que presenten carnet de vacunación contra la Covid-19. En esta edición se resalta la apertura del Teatro al aire libre Carlos Vieco Ortiz (el cual en ese entonces llevaba siete años de abandono) y que fue el centro del proceso de Ciudad Altavoz además de ser uno de las locaciones usadas para el festival, al igual que el Teatro Ateneo Porfirio Barba Jacob, Teatro Pablo Tobón Uribe y Cancha del Estadio Cincuentenario.
Al igual que la versión anterior, el evento final se realizó con artistas totalmente nacionales: la pestilencia, la etnnia, masacre, la derecha, superlitio, peste mutantex, parlantes, los suziox, nanpa básico, mr. Bleat, Nicolás y los fumadores, briela Ojeda, ghetto kumbé, prophet negus, tarmac, David Kawooq, afaz natural, homenaje al rock latinoamericano por la Orquesta Filarmónica de Medellín, eternal, rosita y los nefastos, thomas parr, memoria insuficiente ska, influmc, volcán, killa beat maker, colapso, la sinfoniska, sucerkia, W.I.N., volqueta espacial, muones, solo Valencia, eva peroni, risen, ossuary, en contra de todo, inhumanity, alunizaje, 4.º de mente, el verdadero gueerero, blood may rise, letal fraseo, la Colombia, instru-mental, lost in darkness, los gemelos siniestros, explosión negra, ananda reggae, audiodisturbio, 1000 cadáveres.

## Bandas Internacionales Invitadas
| País           | Bandas Invitadas |
| -------------- | --- |
| México         | Kinky, Resorte, Jaguares, La Maldita Vecindad, Fobia, Instituto Mexicano del Sonido, Molotov, Plastilina Mosh, Café Tacuba, Motor, Descartes a Kant, Los Viejos, San Pascualito Rey, Pressive, Puerquerama, Elis Paprika, Out of Control Army, Neptuna, Encabronados                                                     |
| Puerto Rico    | Cultura Profética, Draco Rosa |
| Argentina      | Bersuit Vergarabat, Los Pericos, Carajo, Banda de Turistas, Dante Spinetta, Bajofondo, Zeta Bosio, Miguel Botafogo, A.N.I.M.A.L., Los Espíritus, Cápsula, Mujercitas Terror, Todos Tus Muertos, Él Mató un Policía Motorizado                                                                                            |
| Estados Unidos | Tres Coronas, Total Chaos, Exodus, Draco Rosa, Misfits, Das EFX, Biohazard, Reel Big Fish, Gogol Bordello, Jello Biafra, Sworn Enemy, Municipal Waste, Deicide, Onyx, New York Ska-Jazz Ensamble, Strife, M.O.P., Hepcat, Judge, Six Feet Under, Papa Roach, Scan 7, Suicidal Tendencies, Wisdom in Chains, Mike Huckaby |
| Brasil         | Sepultura, Nacao Zumbi, Ava Rocha, Nervosa, Muntchako, Black Pantera, Trampa |
| España         | Violadores del Verso, Reincidentes, Avulsed, Vetusta Morla, El Último Ke Zierre, SFDK, Txarango, Soziedad Alkoholika, Mucho Muchacho, Angeles del Infierno, Ilegales, Nach |
| Alemania       | Kreator |
| Ecuador        | Sudakaya, Mortero, Descomunal, Muscaria, Notoken, Estéreo Humanzee, Van fan Culo, Da Culkin Clan |
| Perú           | Difonía |
| Venezuela      | Candy 66, Akapellah, Apache |
| Chile          | La Mala Senda, Movimiento Original, Ana Tijoux, Miss Garrison, Seidu, Club Calaca |
| Jamaica        | The Skatalites, Ky-Mani Marley, Inner Circle, |
| Inglaterra     | The Adicts, Vice Squad, The Exploited, Steel Pulse, The Selecter, Bad Manners, Carcass |
| Uruguay        | Bajofondo, El Cuarteto de Nos |
| Polonia        | Behemoth |
| Francia        | Catfish, Inspector Cluzo |
| Italia         | Alborosie, Alexander Robotnick |
| Canadá         | Anvil, Belvedere |
| Costa Rica     | Ojo de Buey, Akasha |
| Holanda        | Asphyx |
| Noruega        | Satyricon |
| Panamá         | Aborigen |